# Bishton
Bishton (en anglais) ou Trefesgob (en gallois) est une communauté de la cité et borough de comté de Newport, au pays de Galles.

## Géographie
Bishton est une communauté rurale située à une dizaine de kilomètres à l'est du centre-ville de Newport, entre l'autoroute M4 au nord et la South Wales Main Line au sud. Outre le village même de Bishton, elle comprend Underwood (en) et une partie des aciéries de Llanwern (en).

## Démographie
Au recensement de 2011, la communauté de Bishton comptait 2 137 habitants.